# Vörösbegyű tapakúló
A vörösbegyű tapakúló (Scelorchilus rubecula) a madarak osztályának verébalakúak (Passeriformes) rendjébe és a fedettcsőrűfélék (Rhinocryptidae) családjába tartozó faj.

## Rendszerezése
A fajt Heinrich von Kittlitz német ornitológus írta le 1830-ben, a Pteroptochos nembe Pteroptochos Rubecula néven.

## Alfajai
- Scelorchilus rubecula mochae Chapman, 1934
- Scelorchilus rubecula rubecula (Kittlitz, 1830)[2]

## Előfordulása
Dél-Amerika déli részén, Argentína és Chile területén honos. Természetes élőhelyei a mérsékelt övi erdők.

## Megjelenése
Testhossza 19 centiméter, testtömege 42.3 gramm.
|  |

## Természetvédelmi helyzete
Az elterjedési területe nagyon nagy, egyedszáma viszont csökken, de még nem éri el a kritikus szintet. A Természetvédelmi Világszövetség Vörös listáján nem fenyegetett fajként szerepel.